# Snoop Dogg Presents The Big Squeeze
Snoop Dogg Presents The Big Squeeze è un album di raccolta del rapper Snoop Dogg, pubblicato nel 2007.

## Tracce
1. The Big Squeeze Intro (Snoop Dogg) – 2:19
2. Hat 2 tha Bacc (Western Union & Snoop Dogg) – 3:56
3. We Came to Bang Out (Tha Dogg Pound, Soopafly & Snoop Dogg) – 3:43
4. Shackled Up (The Warzone) – 3:55
5. Pop Pop Bang! (Kurupt, Kam & Snoop Dogg) – 3:44
6. 31 Flavaz (Kurupt featuring Snoop Dogg) – 4:21
7. All About Damani (Damani & Snoop Dogg) – 3:04
8. Like Rock Stars (Bad Lucc, Damani, JT the Bigga Figga, Uncle Chucc & Snoop Dogg) – 5:03
9. Spend Some Time (Ricky Harris, Uncle Chucc, Kurupt, Soopafly & Snoop Dogg) – 4:52
10. Fuckin' Is Good for You (Damani, JT the Bigga Figga, Kurupt, Soopafly & Snoop Dogg) – 4:35
11. Get Your Body Moving (MC Eiht, Kam and Uncle Chucc) – 4:06
12. Get Closer (Azuré & Snoop Dogg) – 4:09
13. Can U Get Away? (Goldie Loc & Ray J) – 3:47
14. Let's Get This Party Started (Azuré & Snoop Dogg) – 3:18
15. Be Thankful (Terrace Martin, J. Black & Uncle Chucc) – 5:35

Bonus tracks
1. U In Trouble (Kurupt & Snoop Dogg) – 3:48
2. Lean On Me (JT the Bigga Figga) – 3:38
3. We Go Hard (Katt Williams, Soopafly, Kurupt and Snoop Dogg) – 4:36